# 東海倉庫
東海倉庫株式会社（とうかいそうこ）は、愛知県一宮市に本社を置く倉庫会社。営業範囲は、愛知県と岐阜県。倉庫業、トランクルームを中心に、様々な業種に取り組んでいる。

## 沿革
- 1947年9月2日 - 会社設立

## 本社・営業所
本社・一宮営業所
愛知県一宮市にある本社兼営業所。約25,000m2の倉庫がある。
名古屋営業所
愛知県名古屋市中川区にある営業所。名古屋港からの輸出入貨物を取り扱っている。
小牧営業所
愛知県小牧市にある営業所。約33,000m2の倉庫がある。
名古屋港営業所
愛知県海部郡飛島村にある営業所。約9,489m2の倉庫がある。
岐阜営業所
岐阜県岐阜市にある営業所。合計約4,500m2の倉庫を有する。

## 関連会社
- 東海綜合開発株式会社
- 東綜物流株式会社